# Барибал
Бариба́л, или чёрный медведь (лат. Ursus americanus) — млекопитающее семейства медведей. Иногда его выделяют в отдельный род Euarctos.
Барибал — это самый обычный североамериканский медведь, распространённый от севера Аляски (Национальный парк Денали) и Канады до центральной Мексики (штаты Наярит и Тамаулипас) и от Атлантического до Тихоокеанского побережья. Встречается в 39 из 50 штатов США и во всех канадских провинциях.
Насчитывают 16 подвидов барибала. Среди них — кермодский и ледниковый медведи.
- U. a. americanus,
- U. a. altifrontalis,
- U. a. amblyceps,
- U. a. californiensis,
- U. a. carlottae[англ.],
- U. a. cinnamomum,
- U. a. emmonsii,
- U. a. eremicus,
- U. a. floridanus[англ.],
- U. a. hamiltoni[англ.],
- U. a. kermodei,
- U. a. luteolus[англ.],
- U. a. machetes,
- U. a. perniger,
- U. a. pugnax,
- U. a. vancouveri.

## Внешний вид

Головы медведей. Слева направо: бурый, чёрный, белый.

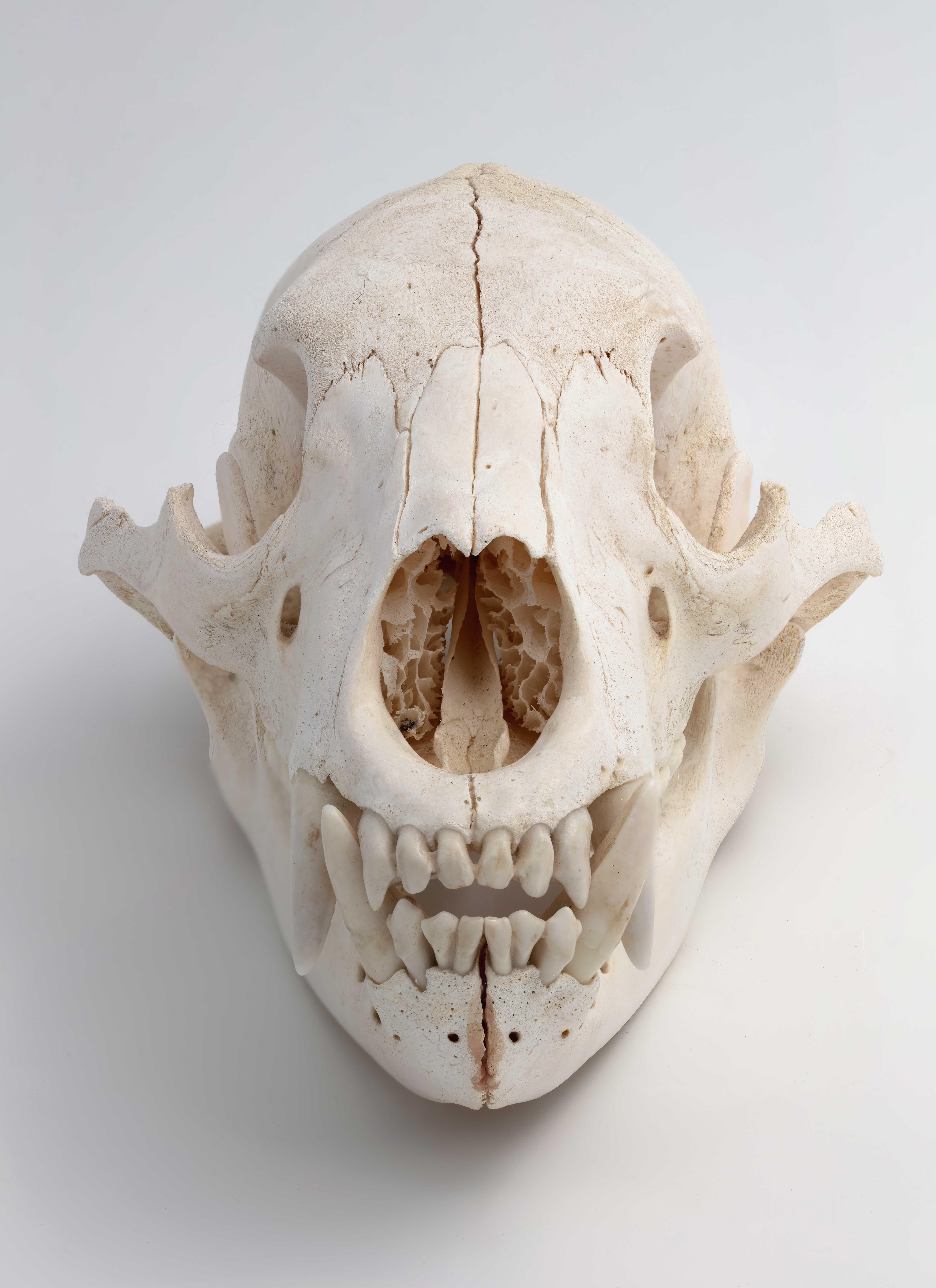
Череп барибала

Барибал отличается от бурого медведя гладким чёрным мехом и меньшими размерами. Взрослый самец достигает длины 1,4—2 м, самый крупный барибал был застрелен в Висконсине в 1885 году, — он весил 363 кг. Самки мельче — 1,2—1,6 м и 39—236 кг. Высота в холке до метра. Хвост короче, чем у бурого медведя, — 80—120 мм. Другими отличиями является острая морда и высокие конечности с короткими ступнями.
Мех у барибала блестящий, чисто-чёрный, со светлым пятном на морде и иногда — на груди, однако известны и другие варианты окраски. Самый распространённый из них — разнообразные оттенки бурого; бурые барибалы характерны для Канады западней Манитобы и США западней реки Миссисипи. Бывает, что в одном помёте встречаются чёрные и бурые медвежата. Более редкие варианты окраски: «голубая», то есть иссиня-чёрная, и «белая» или желтовато-белая. Голубая разновидность, встречающаяся в районе залива Якутат и гор Святого Ильи на юго-востоке Аляски, известна под названием «ледниковый медведь». Белый барибал, которого называют ещё кермодским или островным белым медведем (лат. Ursus americanus kermodei), встречается в основном на трёх островах у побережья Британской Колумбии.
Молодые барибалы иногда имеют светло-серую окраску, которая заменяется чёрной только на 2-м году жизни.

## Образ жизни и питание
Барибал населяет разнообразные равнинные и горные леса, выходя на открытые места — луга, болота, гари, речные долины, — в поисках корма; сейчас он встречается в основном в малонаселённых районах и в национальных парках. На юго-западе ареала водится в гористой местности, на высоте от 900 до 3000 м. По весне горный барибал отыскивает пищу на оттаявших южных склонах и в долинах рек и озёр, а летом удаляется в глубину горных лесов. Зимой барибал ложится в спячку, устраивая берлогу под корнями деревьев, в расщелинах скал или в пещерах. Часто он просто роет углубление в земле, в которое ложится, когда начинается снегопад. Берлогу выстилает сухими листьями и травой. Образ жизни в основном сумеречный. Однако в местах, где доступны пищевые отходы, барибалы часто переходят на дневной или ночной образ жизни.
Чёрные медведи обычно территориальные и одиночные животные; исключение составляют самки с медвежатами, образующие подобие детских садов, пары в сезон размножения и случайные скопления животных в местах кормления. В последнем случае между животными устанавливается подобие социальной иерархии.
Питается барибал преимущественно растительной пищей, насекомыми (муравьями, термитами, осами, пчёлами) и их личинками, иногда мясом, рыбой (лососями), изредка нападает на домашний скот — овец и свиней.
Растительный рацион барибала включает жёлуди, лесные орехи, чёрный грецкий орех (Juglans nigra), каштаны, плоды рябины, кизил, толокнянку (медвежья ягода), клюкву, чернику, малину, ежевику, землянику (Fragaria virginiana), шиповник, дикий виноград, крушину (Rhamnus californicus), ложную сассапарель (Aralia nudicaulis), люпин, подмаренник (Galium boreale), мытник, багульник, одуванчик, клевер, чертополох (бодяк), борщевик и т. д.
Такой рацион богат углеводами, но беден жирами и белками, отсюда склонность чёрных медведей питаться пищевыми отходами, выброшенными людьми. Барибалы, получающие много белковой пищи (например, в зоопарке), демонстрируют заметное увеличение веса и большую плодовитость. В природе барибалы иногда разоряют фруктовые сады, пасеки и поля зерновых. Барибал охотно питается падалью. Иногда в поисках пищевых продуктов он забирается в человеческие жилища. Однако этот медведь очень редко нападает на людей. Весной барибалы могут охотиться на лосей и карибу (в основном на детёнышей).
Естественными врагами барибала являются медведи-гризли, волки, пумы (последние могут представлять опасность только для молодых особей, в то время, как взрослые барибалы доминируют над пумами в конкуренции за пищевые ресурсы). В местах, где сократилась численность гризли, выросло число барибалов. Меньшие хищники, такие как койоты, могут охотиться на медвежат. На юге США на барибалов иногда могут нападать крупные миссисипские аллигаторы.
На материке белые барибалы заметны другим хищникам и потому редки. Зато белым барибалам днём легче достаётся рыба, чем чёрным — белый медведь сливается по цвету с облаками при взгляде из-под воды и может дожидаться, пока рыба сама к нему подплывёт (чёрные видны из-под воды гораздо лучше, и им приходится гоняться за рыбой). Это позволило белым барибалам лучше кормиться во время нереста рыбы и в конечном счёте преобладать на небольших островах, где крупных хищников нет.
Барибал — относительно добродушный зверь, который гораздо безобиднее бурого медведя. По крайней мере, встреч с человеком он избегает и, даже раненый, предпочитает спасаться бегством, а не нападать. Несмотря на свой тяжёлый и неуклюжий вид, барибал — подвижное, сильное, ловкое и выносливое животное, которое быстро бегает, отлично плавает и лазает по деревьям куда лучше, чем бурый медведь. Когти приспособлены в первую очередь для древолазания. На юго-востоке Северной Америки, где человеческая деятельность потревожила медведей, они при малейшей опасности торопятся забраться на дерево и иногда даже спят в дуплах, в двадцати метрах над землёй.

## Размножение

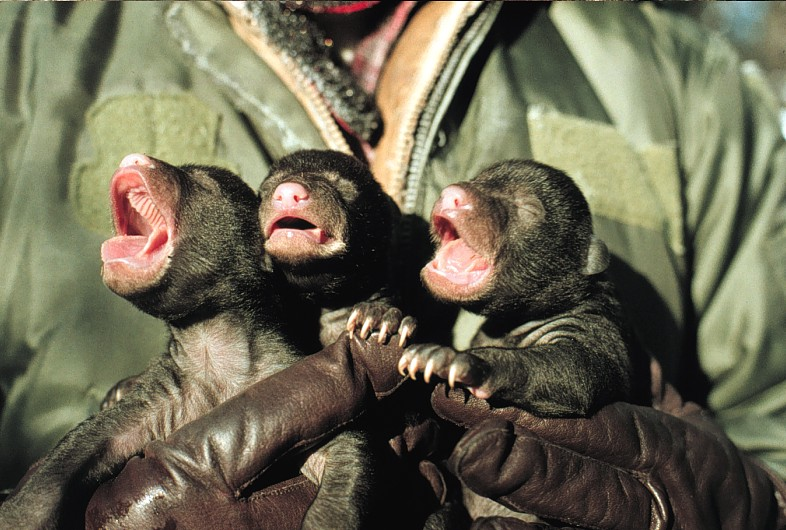
Новорождённые медвежата барибала

Спариваются барибалы в мае—июле. Беременность длится до 220 дней, эмбрион начинает развиваться только осенью и только при условии, что самка накапливает достаточно жира. Детёныши, 1—5 (обычно 2—3), рождаются в январе—феврале, во время зимнего сна. Они очень малы, всего 200—450 г весом; это один из наименьших размеров детёнышей относительно размера взрослых особей у плацентарных млекопитающих. Когда весной самка с медвежатами покидает берлогу, они весят уже 2—5 кг. Самостоятельными они становятся уже к осени, однако остаются с матерью до следующего лета. Когда у самки начинается новая течка, она прогоняет подросших медвежат со своей территории. Самка приносит потомство каждые 2 года; в неурожайные годы пауза может затягиваться на 3—4 года. Самцы прямо не участвуют в заботе о потомстве, но непрямо влияют на него, отгоняя от территории конкурирующих самцов.
Половая зрелость у барибалов наступает в 2—5 лет. Самцы продолжают расти до 10—12 лет. Продолжительность жизни в природе — 10 лет, в неволе — до 30 лет.

## Размер популяции и значение для человека

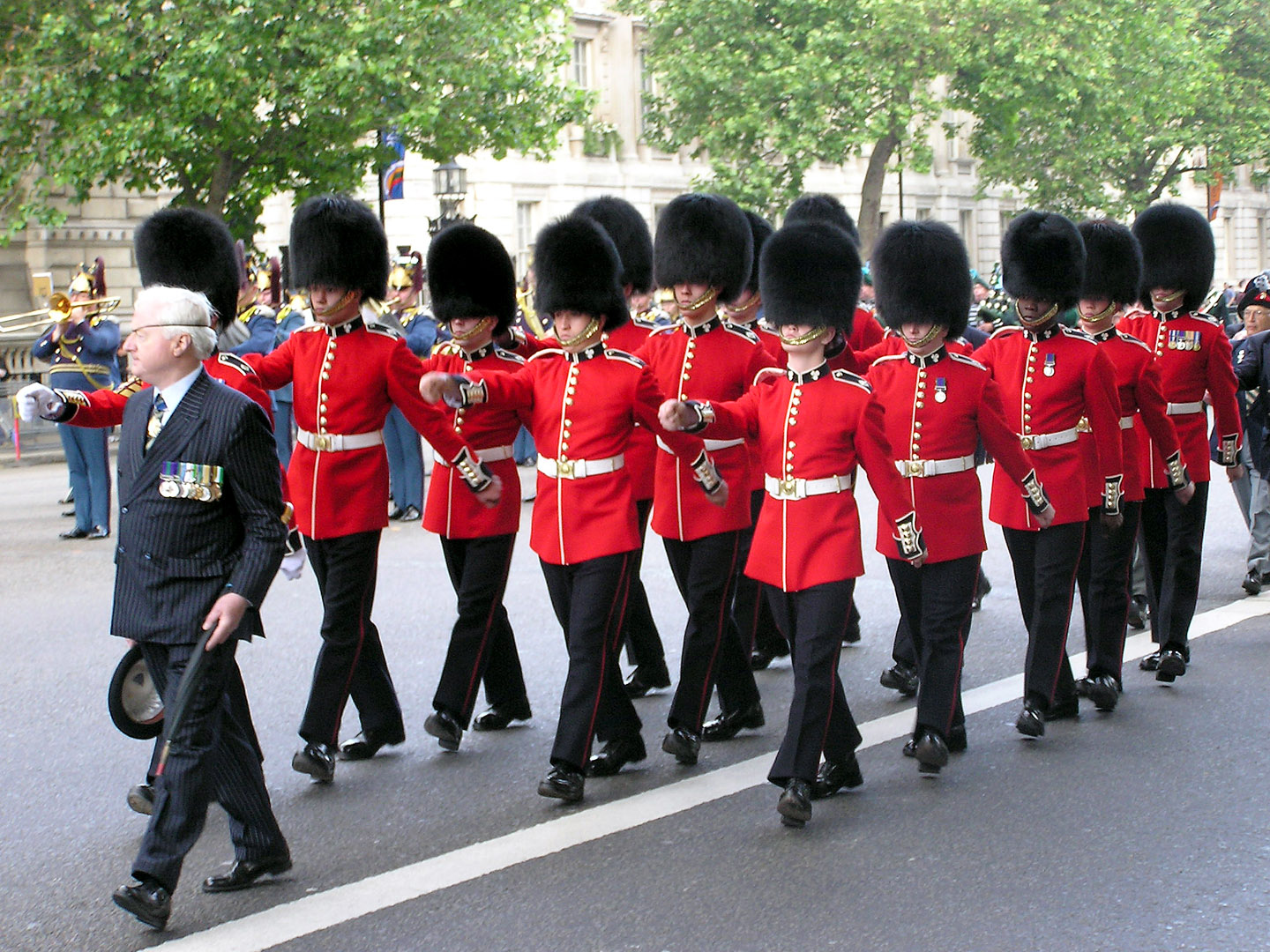
Ирландские гвардейцы в медвежьих шапках из меха барибала (bearskins)

В некоторых местностях барибал является объектом охоты (используется шкура, реже мясо и жир). Барибалов также отстреливают как вредителей, разоряющих сады, поля и пасеки. Гораздо большую опасность представляют барибалы, привыкшие кормиться возле человеческого жилья; известны случаи, когда медведи ранили или убивали помешавших им людей.  
Ареал барибала с начала XX века сильно сократился, но благодаря охранным мероприятиям он снова стал нередок во многих местностях Северной Америки, а в национальных парках и заказниках даже многочислен. По последним оценкам, в мире насчитывается до 600 000 особей, большинство из которых проживает на западе континента. Плотность популяции сильно варьируется — если в штате Миннесота проживает 30 000 медведей, то в соседней Айове, где земли преимущественно распаханы, их практически не осталось. Под угрозой вымирания находятся популяции Луизианы и Флориды, а также Мексики.